# Nayemont-les-Fosses
Nayemont-les-Fosses là một xã, nằm ở tỉnh Vosges trong vùng Grand Est của Pháp. Xã này có diện tích 8,91 km², dân số năm 2007 là 889 người. Xã này nằm ở khu vực có độ cao trung bình 500 m trên mực nước biển.
Dân địa phương tiếng Pháp gọi là Nayemontais.

## Biến động dân số
| 1962                                         | 1968 | 1975 | 1982 | 1990 | 1999 | 2007 |
| -------------------------------------------- | ---- | ---- | ---- | ---- | ---- | ---- |
| 314                                          | 395  | 651  | 844  | 830  | 824  | 889  |
| Số liệu từ năm 1962: Dân số không tính trùng |      |      |      |      |      |      |